# Edmond Besset
Pour les articles homonymes, voir Besset (homonymie).
Pas d'image ? Cliquez ici

a Compétitions nationales et continentales officielles uniquement.

b Matchs officiels uniquement.
Edmond Besset, né le 1er décembre 1901 à Langeac (Haute-Loire) et mort le 6 octobre 1975 à Goncelin (Isère), est un joueur international français de rugby à XV évoluant au poste d'arrière au FC Grenoble durant sa carrière. 

## Biographie
Edmond Besset naît le 1er décembre 1901 à Langeac dans le département français de la Haute-Loire.
Il joue au poste d'arrière pour le FC Grenoble.
En 1924, il dispute un match du Tournoi des Cinq Nations avec l'équipe de France,, devenant le premier international de l'histoire du FC Grenoble.
Edmond Besset meurt le 6 octobre 1975 à Goncelin dans le département de l'Isère

## Palmarès
- Finaliste de la Coupe de l'espérance en 1918 avec le FC Grenoble.